# Södertorp

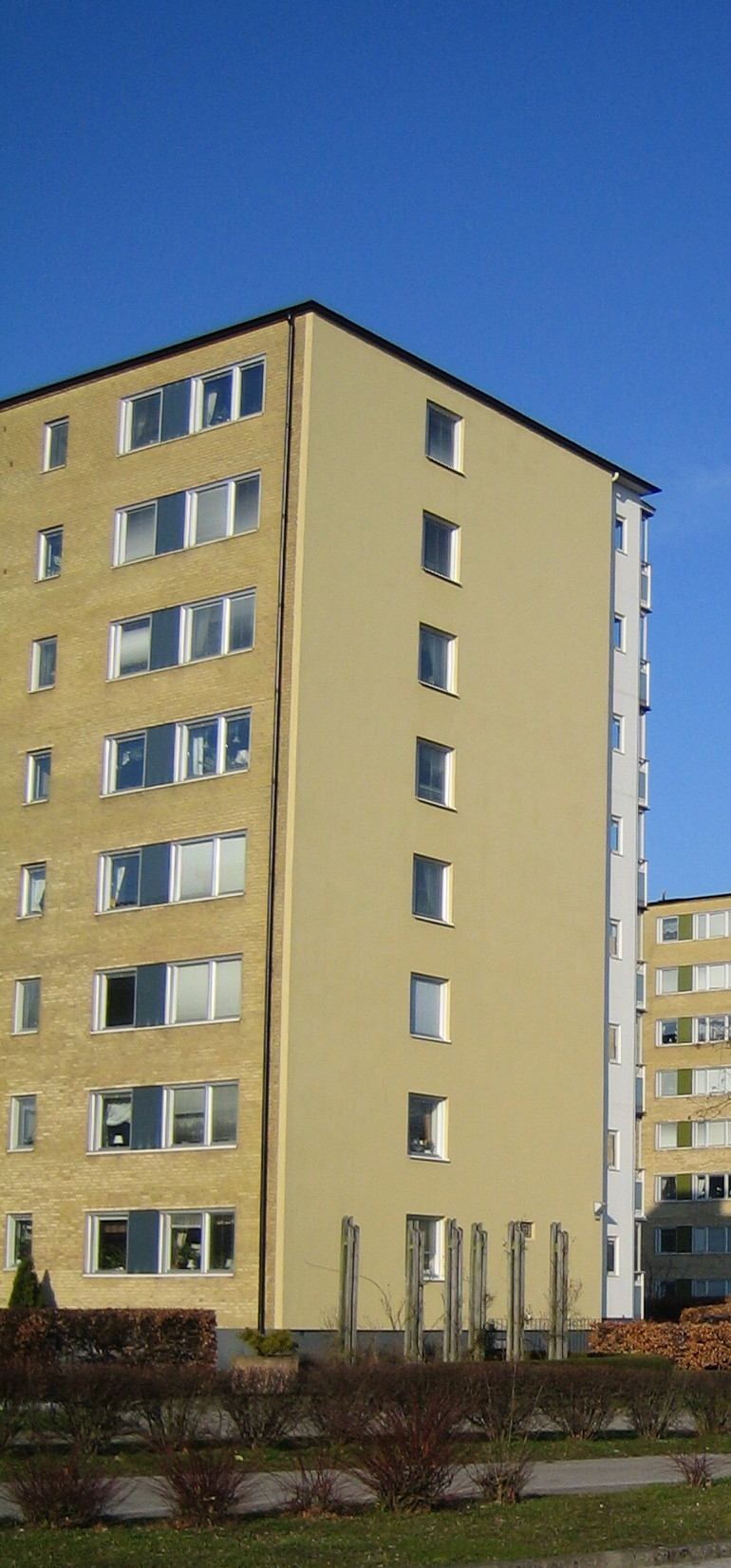
Södertorp

Södertorp är ett delområde i stadsdelen Hyllie, Malmö. Området avgränsas i norr av Stadiongatan mot Borgmästaregården, i öst av Pildammsvägen mot Gröndal, i syd av Ärtholmsvägen mot Holma och i väst av en serie stigar mot Ärtholmen.
Södertorp består mestadels av flerfamiljshus med bostadsrätter, byggda på 1960- och 1970-talet. En mindre del av Ärtholmens koloniområde tillhör Södertorp. I området finns förskolan Ärtgården samt Arkitektens förskola.
Den närliggande Södertorpsgården tillhör inte Södertorp, utan ligger i delområdet Gröndal.